# Colonia Apozonalco
Colonia Apozonalco är en ort i Mexiko.   Den ligger i kommunen Puente de Ixtla och delstaten Morelos, i den sydöstra delen av landet, 80 km söder om huvudstaden Mexico City. Colonia Apozonalco ligger 956 meter över havet och antalet invånare är 285.
Terrängen runt Colonia Apozonalco är platt västerut, men österut är den kuperad. Runt Colonia Apozonalco är det tätbefolkat, med 591 invånare per kvadratkilometer. Närmaste större samhälle är Temixco, 18,0 km norr om Colonia Apozonalco. Omgivningarna runt Colonia Apozonalco är en mosaik av jordbruksmark och naturlig växtlighet.